# François Roger de Gaignières

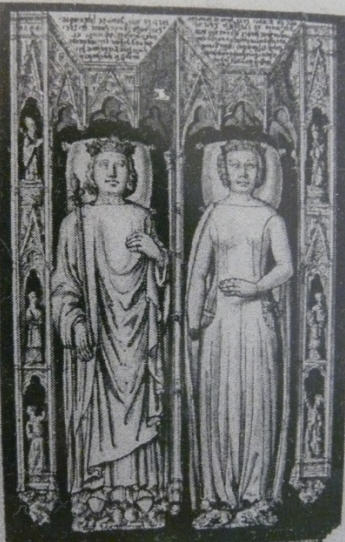
Collectie François Roger de Gagnieres, tekening van de tombe van Charles V en Jeanne de Bourbon in de abdij van Saint-Denis

François Roger de Gaignières, (Entrains-sur-Nohain, 30 december 1642 - Parijs, 27 maart 1715) was een Franse genealogist, antiquair en verzamelaar.

## Biografie
Hij was de zoon van Aimé de Gaignières en van Jacqueline de Blanchefort die gehuwd waren in 1642. Zijn vader, afkomstig uit een koopmansgeslacht uit Lyon, was eerst in dienst van de hertog van Bellegarde en na diens dood in 1646 werd hij secretaris van de graaf van Harcourt, een lid van de Elbeuf-tak van het huis de Guise. Zijn moeder, Jacqueline de Blanchefort was van oude maar verarmde adel uit de Nivernais.
Hij werd equyer van Lodewijk Jozef van Guise in 1671. Na de dood van de jonge hertog trad hij in 1675 in dezelfde functie in dienst van diens tante, Maria van Guise, die hem in 1679 benoemde tot gouverneur van haar prinsdom Joinville.
Zijn vader speelde waarschijnlijk een grote rol in de verzamelwoede die Roger aan de dag zou leggen. Aimé de Gaignières bezat een bibliotheek die bekend was bij de erudieten van Parijs en correspondeerde met grote geleerden van zijn tijd. François Roger de Gaignières is waarschijnlijk al op jonge leeftijd getuige geweest van debatten over genealogie en heraldiek. Het feit van beroemde voorouders te hebben gehad langs moederszijde zette hem waarschijnlijk ertoe aan om de archieven over zijn voorouders te gaan opzoeken en zo terecht te komen in de genealogie en heraldiek, die de basis van zijn verzameling zullen vormen.

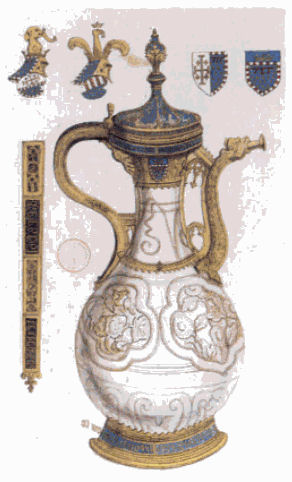
De Fonthill-vaas, door Barthélemy Remy, voor François Roger de Gaignières, 1713.

## Verzamelaar
Hij begon dan ook zeer vroeg aan een verzameling van objecten over de geschiedenis van de Franse kerk en het Franse hof. Hij maakte deel uit van een groep van kenners. Tot de cirkels die hij in Parijs frequenteerde, behoorden ook Le Camus, markiezin de Sévigné, Caumartin, d’Argouges, Coulanges en Louis Courcillon ook gekend als abbé Dangeau, maar in tegenstelling tot de meeste verzamelaars van zijn tijd beperkte hij zijn horizon tot Frankrijk.
Hij bouwde een belangrijke verzameling op van originele brieven en andere documenten, portretten en gravures. Hij liet kopieën maken en tekeningen van een groot aantal oude objecten zoals zegels, grafstenen, glasramen, miniaturen en wandtapijten. Veel van de kopieën werden gemaakt door zijn dienaar Barthélemy Rémy, een zeer goede paleograaf, de tekeningen werden gemaakt door Louis Boudan, een tekenaar en graveur, die hij het land liet doorkruisen om graftombes te tekenen. Een kopie was voor hem even goed als een waardevol origineel, het ging hem in de eerste plaats om de historische waarde en niet over de esthetische.
Gaignières zou zijn titel van equyer behouden tot bij het overlijden van Marie de Guise in 1688. Hij bleef nog tot 1704 in het hem toegekende appartement in het hôtel de Guise wonen. Daarna verhuisde hij naar een woning die hij in 1685 had laten bouwen aan de rue de Sèvres, toen in de buitenwijken van Parijs.
In 1703 wou hij zijn verzameling aan Lodewijk XIV schenken als de basiscollectie voor een op te richten bureau dat zou instaan voor het verder zetten van zijn werk: het inventariseren en beschermen van monumenten. Lodewijk XIV en Pontchartrain waren geïnteresseerd maar door de financiële problemen ten gevolge van de Spaanse Successieoorlog ging het project niet door.
Gaignières kreeg verschillende aanbiedingen om zijn collectie te verkopen, onder meer van Willem III van Engeland en van de duc d’Orléans maar hij wil zijn collectie kost wat kost in Frankrijk houden en ervoor zorgen dat ze niet verspreid geraakte. Hij schonk daarom in 1711 zijn volledige collectie aan de koning, maar hij behield het vruchtgebruik tot aan zijn dood en kreeg een bedrag van 20.000 pond toegezegd voor zijn erfgenamen. Dat was het begin van een reeks pesterijen georganiseerd door Pierre de Clairambault. Uit de correspondentie van Clairambault met Torcy weten we dat Clairambault hem ervan beschuldigde de mooiste stukken uit zijn collectie te willen verdonkeremanen. Er werd politiebewaking in zijn huis ingesteld en alle sloten in zijn hôtel worden vervangen en vensters worden dicht gemetseld. Gaignières stierf op 27 maart 1715.

## Collectie
Clairambault heeft de collectie gesplitst. De manuscripten gingen deels naar het Louvre en deels naar de Bibliothèque Royale (nu Bibliothèque nationale de France). De 27.000 portretten gingen grotendeels naar de Estampes Royales die vandaag ook deel uitmaken van de BnF. Clairambault putte ook uit de collectie van François Roger de Gaignières om zijn eigen collectie te verrijken (die vandaag trouwens ook te vinden is in de BnF).
Het belangrijkste deel van zijn collectie wordt dus vandaag bewaard in de Bibliothèque nationale de France in de Collectie Gaignières, enkele stukken kwamen terecht bij de Bodleian Library in Oxford. Een deel van zijn collectie werd geveild in juli 1717. Een deel werd vervreemd toen Jean-Baptiste Guillaume (abbé de Gevigney) het Département des titres et généalogies leidde. 
Onderzoekers en kunsthistorici kennen de Collectie Gaignières van het BnF zeer goed. Ze bevat honderden manuscripten zoals kopieën van brieven, aktes, charters, stambomen, genealogische gegevens, wapenboeken, archiefstukken en dies meer. Daarnaast zijn er de tekeningen naar portretten, de tekeningen van grafzerken en de topografische tekeningen. Dikwijls zijn de documenten in de verzameling het enige wat nog overblijft van vroegere originelen. Zo kon bijvoorbeeld Viollet-le-Duc dankbaar gebruikmaken van de collectie van Gaignières bij de restauratie van de abdij van Saint-Denis in de 19e eeuw.